# Provincia de Chiloé (1826-1976)
La provincia de Chiloé fue una división político-administrativa de Chile que existió entre 1826 y 1976. Su sucesora es la provincia del mismo nombre.

## Historia

Evolución administrativa de la provincia de Chiloé.

La provincia de Chiloé fue creada con las leyes federales el 30 de agosto de 1826, junto con otras siete provincias (Coquimbo, Aconcagua, Santiago, Colchagua, Maule,  Concepción, y Valdivia). Su capital fue la ciudad de Santiago de Castro. La provincia estaba compuesta por diez delegaciones:
| Delegación | Cabecera             |
| ---------- | -------------------- |
| Ancud      | San Carlos de Chiloé |
| Chacao     | Chacao               |
| Dalcahue   | Dalcahue             |
| Carelmapu  | Carelmapu            |
| Calbuco    | Calbuco              |
| Castro     | Castro               |
| Chonchi    | Chonchi              |
| Lemuy      | Puqueldón            |
| Achao      | Achao                |
| Quenac     | Quenac               |

En la Constitución de 1828 se estableció de la división de Chile en ocho provincias: Coquimbo, Aconcagua, Santiago, Colchagua, Maule, Concepción, Valdivia y Chiloé.
Tras la Constitución de 1833 la provincia de Chiloé se dividió en diez departamentos. Su capital fue la ciudad de San Carlos de Chiloé, que recibió el título de villa y cambió de nombre a Ancud en 1834.
| Departamento | Localidades                                                                                  | Cabecera  |
| ------------ | -------------------------------------------------------------------------------------------- | --------- |
| Carelmapu    | Carelmapu, Maullín                                                                           | Carelmapu |
| Calbuco      | Calbuco, San Rafael, islas Maillen, Huar, Puluqui, Abtao, Quenu, Chidhuapi, Queullín y Tabón | Calbuco   |
| Ancud        | Ancud, Caipulli, Quetalmahue, península de Lacuy                                             | Ancud     |
| Chacao       | Chacao, Caulín, Manao, Linao, Lliuco, Huite, isla Caucahué                                   | Chacao    |
| Dalcahue     | Dalcahue, Quicaví, Tenaún, San Juan, islas Chauques                                          | Dalcahue  |
| Castro       | Castro, península de Rilán, Llaullao, Nercón                                                 | Castro    |
| Lemuy        | Islas Lemuy, Chelín, Quehui e Imelev                                                         | Puqueldón |
| Chonchi      | Chonchi, Cucao, lago Huillinco, Queilen, isla Tranqui, isla Cailín                           | Chonchi   |
| Achao        | Islas Quinchao, Linlín y Llingua                                                             | Achao     |
| Quenac       | Islas Tac, Caguach, Meulín, Teuquelín, Apiao, Alao y Chaulinec                               | Quenac    |

La ley del 24 de octubre de 1854 autorizó al presidente de la República para variar el número de departamentos de la provincia. El decreto del 28 de febrero de 1855 estableció que la provincia estará dividida en cuatro departamentos: Ancud (Ancud, Chacao y Dalcahue), Castro (Castro, Chonchi y Lemuy), Quinchao (Achao y Quenac) y Carelmapu (Carelmapu y Calbuco).
| Departamento | Cabecera |
| ------------ | -------- |
| Ancud        | Ancud    |
| Castro       | Castro   |
| Quinchao     | Achao    |
| Carelmapu    | Calbuco  |

El 22 de octubre de 1861 se creó la provincia de Llanquihue, con lo que se segregó el departamento de Carelmapu de la provincia de Chiloé.
| Departamento | Cabecera |
| ------------ | -------- |
| Ancud        | Ancud    |
| Castro       | Castro   |
| Quinchao     | Achao    |

En esta época la provincia de Chiloé comprendía todo el territorio insular hasta la península de Taitao (actual Región de Aysén) dependiente del departamento de Castro, mientras que todo el territorio continental hasta el paralelo 42° S correspondía al departamento de Llanquihue de la provincia de Llanquihue.

### Ley de Comuna Autónoma
En 1891 se publicó la Ley de Comuna Autónoma y se crearon nuevas municipalidades a nivel nacional.
La provincia de Chiloé quedó configurada con las siguientes municipalidades-comunas:
| Departamento | Municipalidades |
| ------------ | --------------- |
| Ancud        | Ancud           |
| Ancud        | Quemchi         |
| Ancud        | Dalcahue        |
| Castro       | Castro          |
| Castro       | Chelín          |
| Castro       | Chonchi         |
| Castro       | Queilen         |
| Castro       | Puqueldón       |
| Quinchao     | Achao           |
| Quinchao     | Curaco de Vélez |
| Quinchao     | Quenac          |

En 1925 se agregó al departamento de Castro todo el territorio continental desde el fiordo Reñihué hasta el paralelo 42° S correspondientes a las comunas de Yelcho (Chiloé continental) y Aysén, segregado del departamento de Llanquihue, de la provincia de Llanquihue.
En 1927 se creó el territorio de Aysén con lo cual se le segregó todo el territorio continental antes descrito, más una parte del archipiélago de los Chonos, se estableció la unión de la provincia de Llanquihue con la de Chiloé, quedando la nueva provincia dividida en tres departamentos —Llanquihue, Ancud y Castro, suprimiéndose el departamento de Quinchao— y se designó a Puerto Montt como capital provincial:
El departamento de Llanquihue se definió de la siguiente forma:

43. El departamento de Llanquihue estará formado por el territorio de los actuales departamentos de Carelmapu y Llanquihue, excepto la parte del último departamento, nombrado que queda agregada al departamento de Osorno, conforme a lo dispuesto en el número anterior. La cabecera del departamento de Llanquihue es la ciudad de Puerto Montt;
DFL 8582 de 1927, Ministerio del Interior

El departamento de Ancud no sufrió modificaciones, mientras que el departamento de Castro quedó de la siguiente manera:

44. El departamento de Castro estará formado por la parte de los actuales departamentos de Castro y Quinchao, que queda comprendida en la Isla Grande de Chiloé y los archipiélagos adyacentes, incluyendo la isla Chauque, el archipiélago de Quinchao, las islas Desertores, la de Guafo, y la parte del archipiélago de los Chonos, que queda al Poniente del Canal Moraleda y al Norte de los canales King y Pérez;
DFL 8582 de 1927, Ministerio del Interior

| Departamento | Cabecera     |
| ------------ | ------------ |
| Ancud        | Ancud        |
| Castro       | Castro       |
| Llanquihue   | Puerto Montt |

El 12 de febrero de 1937 se dictó la Ley 6027. Se dividió la provincia de Chiloé en dos, volviéndose a crear la provincia de Llanquihue y estableciéndose en la provincia de Chiloé los siguientes departamentos:
| Departamento | Cabecera |
| ------------ | -------- |
| Ancud        | Ancud    |
| Castro       | Castro   |
| Quinchao     | Achao    |

En 1959 se creó el departamento de Palena con la parte continental del antiguo departamento de Quinchao, quedando la provincia constituida por cuatro departamentos: Ancud, Castro y Quinchao, en Chiloé insular; y Palena en Chiloé continental:
| Departamento | Cabecera |
| ------------ | -------- |
| Ancud        | Ancud    |
| Castro       | Castro   |
| Quinchao     | Achao    |
| Palena       | Chaitén  |

Durante los años 1970, la dictadura militar implementa una nueva división político-administrativa del país, conocida como «regionalización». Se crea la X Región —con las provincias existentes de Chiloé, Llanquihue, Osorno, y Valdivia— la cual empieza a funcionar el 1 de enero de 1976. La nueva división provincial, que modifica los territorios provinciales y suprime los departamentos, entra en vigencia una semana después, el 7 de enero de 1976.